# Storm (gruppo musicale)
Gli Storm sono stati un side-project folk metal norvegese composto da Fenriz (batterista dei Darkthrone), Satyr (cantante dei Satyricon) e da Kari Rueslåtten, nota per essere stata la prima cantante dei The 3rd and the Mortal.

## Concezione
Il progetto Storm nasce come una forma di riscatto nei confronti del Cristianesimo che ha privato la popolazione nordica della propria religione.
Le tracce dell'unica produzione della band, Nordavind (letteralmente, "vento del nord"), sono riarrangiamenti di canzoni popolari suonati in quello stile minimale e freddo che ha caratterizzato i grandi gruppi black metal del passato. Il lavoro fu molto criticato in patria per i testi, giudicati dal pubblico troppo nazionalistici e caratterizzati da un'eccessiva vena conservatrice. A seguito di queste critiche, la cantante Kari abbandonò immediatamente il gruppo mentre Satyr e Fenriz rimasero fedeli alle proprie scelte, affermando che il loro amore per la patria non aveva alcuna correlazione con ideologie di estrema destra.

## Membri
- Fenriz ("Gylve Nagell") - Batteria e voce
- Kari Rueslåtten - Voce
- Satyr ("Sigurd Wongraven") - Chitarra, basso, sintetizzatore, voce

## Discografia
- 1995 - Nordavind